# Japan Spotlight
Japan Spotlight (ISSN: 1348-9216) es una publicación bimensual realizada por la Japan Economic Foundation (JEF) (Q). Anteriormente se llamaba Journal of Japanese Trade & Industry (JTI).
La publicación se fundó en 1982, y originalmente estaba enfocada en la economía de Japón, aunque posteriormente su enfoque se extendió a la cultura, historia y política internacional además de la economía.
La revista, cuando era publicada como Journal of Japanese Trade & Industry, afirmó que es independiente del gobierno japonés, y Malcolm Trevor, autor de Japan - Restless Competitor: The Pursuit of Economic Nationalism, señalaba que “no hay signos visibles de que presentara puntos de vista oficiales”. Trevor afirma que la publicación está de hecho relacionada con el gobierno japonés y que “es a todos los efectos, [una publicación de] un órgano oficial, aunque no lo parezca”. Trevor dice que esto queda demostrado por la nómina de liderazgo de la Fundación Económica de Japón, que incluye a Shoichi Akazawa (赤澤 璋一 Akazawa Shōichi), Naohiro Amaya (Q), y Minoru Masuda (益田 実 Masuda Minoru).